# Königsberger Klopse
Le Königsberger Klopse (pronuncia tedesca: ˌkøːnɪçsbɛʁɡɐ ˈklɔpsə), note anche come Soßklopse, sono una specialità tedesca a base di polpette in salsa bianca cremosa con capperi.

## Il nome
Il piatto prende il nome dall'ex città tedesca di Königsberg (oggi Kaliningrad, Russia) ed è uno dei piatti forti della cucina storica della Prussia orientale. Nella Repubblica Democratica Tedesca (DDR), il piatto era ufficialmente chiamato Kochklopse ("polpette bollite") per evitare qualsiasi riferimento alla città omonima, che all'indomani della Seconda Guerra Mondiale era stata annessa dall'Unione Sovietica. Gli abitanti tedeschi della città erano stati espulsi e la città era stata ripopolata con russi e altri cittadini sovietici e ribattezzata con il nome di Michail Ivanovič Kalinin, uno stretto alleato di Iosif Stalin nella leadership sovietica. Le Königsberger Klopse venivano scherzosamente chiamati Revanchistenklopse (dal francese revanche, "rivincita"). Le Königsberger Klopse sono ancora un piatto popolare nell'attuale Germania.
Nel 2022 è stato inserito dalla CNN tra i migliori piatti tedeschi.

## Preparazione
Le polpette sono preparate con carne di vitello tritata molto finemente, anche se spesso viene sostituita da carne di manzo o di maiale meno costosa, insieme a cipolle, uova, un po' di pangrattato (bianco) e spezie, soprattutto pepe bianco. La ricetta tradizionale prevede l'uso dell'acciuga. Se si sostituisce l'aringa, il piatto viene chiamato Rostocker Klopse. Se si omettono sia l'acciuga che l'aringa, il piatto può essere chiamato genericamente Soßklopse (polpette in salsa).
Le polpette vengono cotte a fuoco lento in acqua salata e il brodo ottenuto viene mescolato con roux, panna e tuorlo d'uovo a cui vengono aggiunti i capperi. Una versione più semplice della ricetta addensa la salsa solo con farina o amido, omettendo il tuorlo d'uovo. Una versione più raffinata utilizza solo il tuorlo d'uovo come addensante. I capperi sono un ingrediente essenziale in tutte queste versioni.
Il piatto viene tradizionalmente servito con barbabietole e patate lesse o, meno spesso, con il riso.